# Hilda Adefarasin
Hilda Adefarain (1925-2023) là một nhà hoạt động vì quyền của phụ nữ Nigeria và là cựu chủ tịch của Hội đồng Phụ nữ Quốc gia (NCWS). Bà rời bỏ nghề điều dưỡng vào năm 1969 để tập trung vào các hoạt động chuyên môn của NCWS. Năm 1971, bà là thủ quỹ của hội đồng và năm 1987, bà trở thành chủ tịch.

## Đời sống
Adefarain được sinh ra ở Lagos trong gia đình Wilfred và Ethel Petgrave vào năm 1925. Cha bà làm việc với Đường sắt Nigeria ở Lagos; cả hai cha mẹ đều là người gốc Caribbean. Adefarain tham dự trường trung học nữ, trường trung học và đại học Achimota, Ghana. Năm 1945, bà trở thành nữ hộ sinh với Bệnh viện Massey Street  nhưng năm 1948, bà tới Anh để đào tạo thêm, nơi bà đủ điều kiện làm y tá đã đăng ký vào năm 1951. Năm 1960, bà là thành viên sáng lập và thư ký của Hiệp hội Điều dưỡng viên chuyên nghiệp Nigeria và sớm gia nhập Hội đồng Phụ nữ Quốc gia với tư cách là đại diện của các y tá. Năm 1971, bà trở thành thủ quỹ của hội đồng và ở vị trí này cho đến năm 1980. Năm 1984, Adefarain đã thành công Justice Nzeako với tư cách là chủ tịch của NCWS. Lựa chọn của cô tiếp tục một chuỗi các nữ chủ tịch ưu tú có học thức của NCWS. Adefarain cảm thấy diễn đàn là sự liên kết của những người phụ nữ khác nhau với những lợi ích nghề nghiệp đa dạng, những người tạo ra nhận thức về sự công nhận của phụ nữ trong cuộc sống quốc gia và xây dựng quốc gia. NCWS trong nhiệm kỳ của cô đã thúc đẩy một Chương trình mở rộng về tiêm chủng và các rạp hoạt động cho các cô gái trẻ với lỗ rò âm đạo vesico.
Bà là một trong hai người phụ nữ được tổng thống Ibrahim Babangida đề cử làm thành viên của Bộ Chính trị 1986.

### Cuộc sống cá nhân
Bà đã kết hôn với Justice Tunji Adefarain. Bà là mẹ của các mục sư Paul và Wale Adefarain.